# Ovactis canariensis
Espèce
Ovactis canariensis est une espèce de cnidaires de la famille des Arachnactidae.

## Systématique
Le nom valide complet (avec auteur) de ce taxon est Ovactis canariensis Gravier, 1920.